# 오스트레일리아의 재외공관 목록

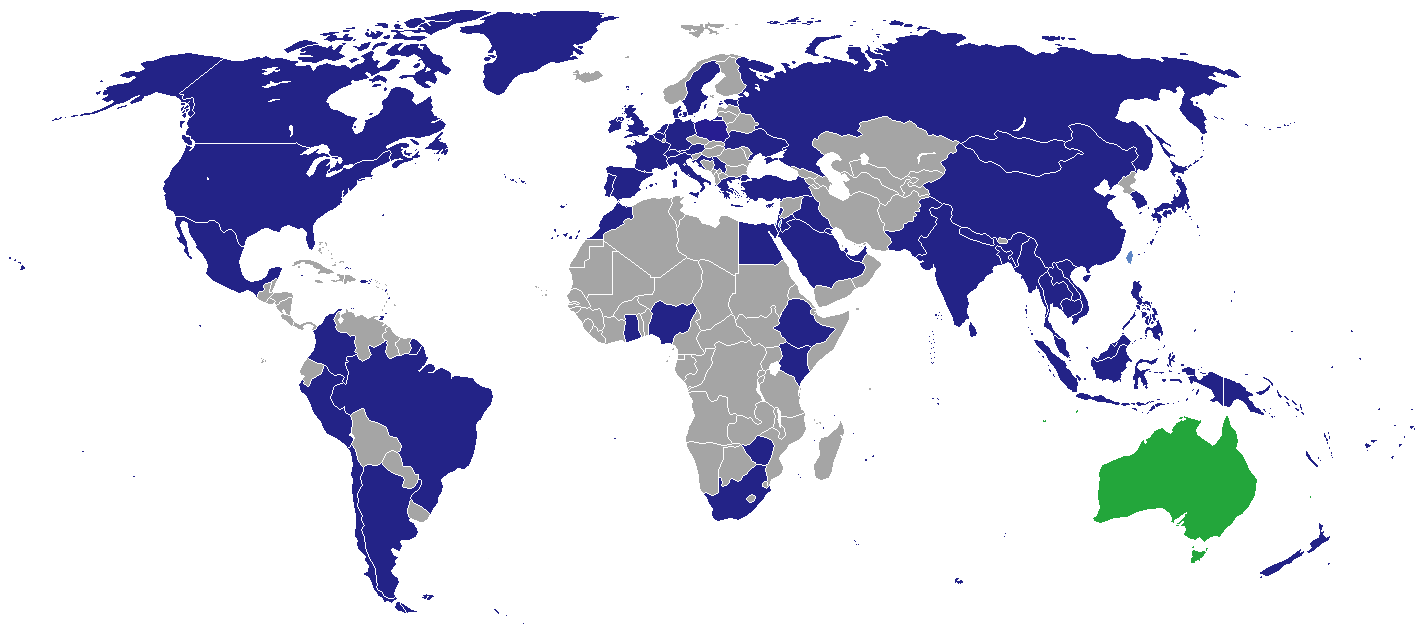
오스트레일리아의 재외공관

오스트레일리아의 재외공관 목록은 오스트레일리아 주재 대사관과 고등판무관 사무소를 각국에 상주시켜 놓는 것을 의미하며 오스트레일리아의 재외공관을 나열한 목록이다.

## 아프리카

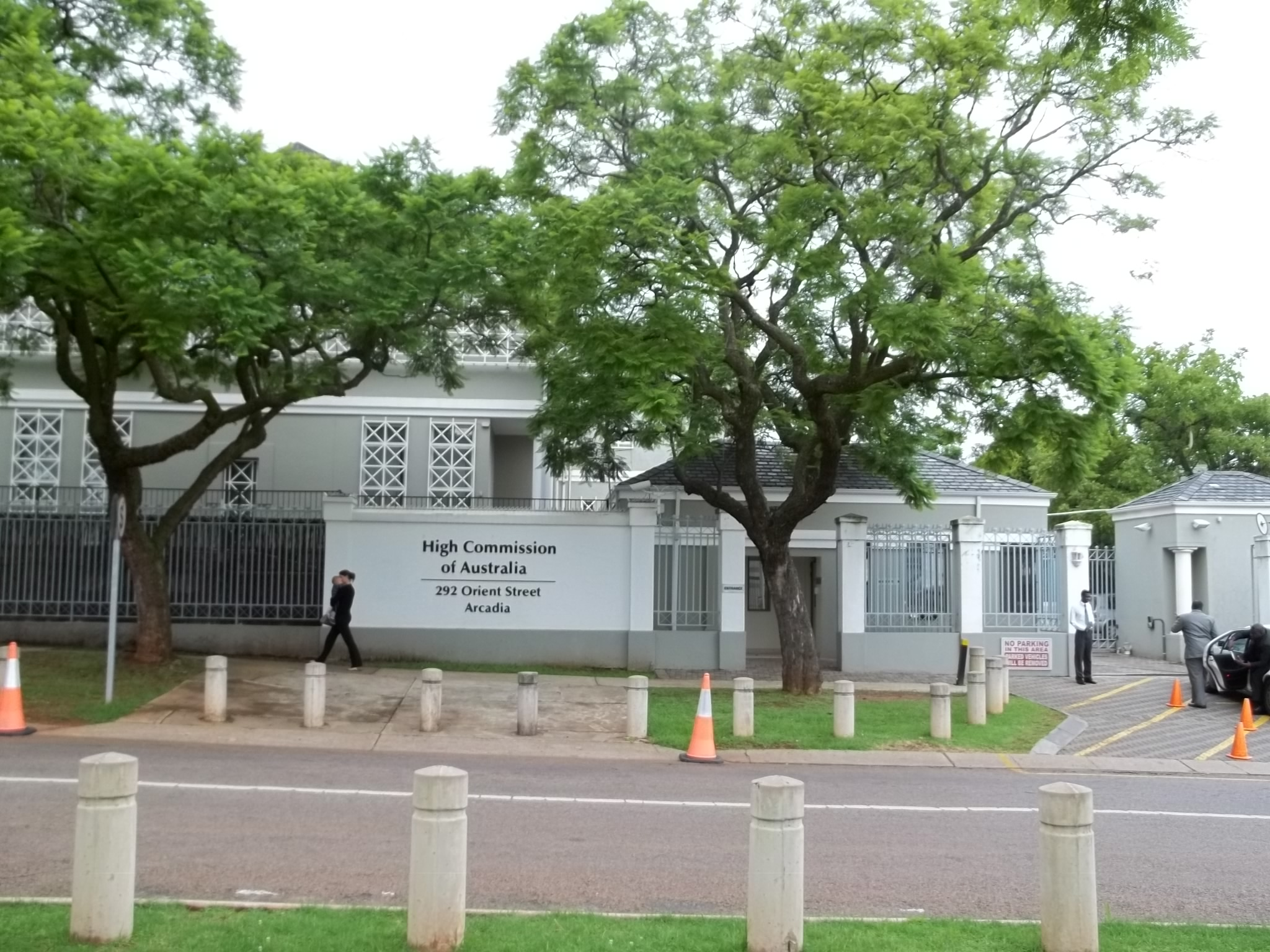
프리토리아 주재 오스트레일리아 고등판무관 사무소

- 이집트
  - 카이로 (대사관)
- 에티오피아
  - 아디스아바바 (대사관)
- 가나
  - 아크라 (고등판무관 사무소)
- 케냐
  - 나이로비 (고등판무관 사무소)
- 모리셔스
  - 포트루이스 (고등판무관 사무소)
- 나이지리아
  - 아부자 (고등판무관 사무소)
- 남아프리카 공화국
  - 프리토리아 (고등판무관 사무소)
- 짐바브웨
  - 하라레 (대사관)

## 아메리카

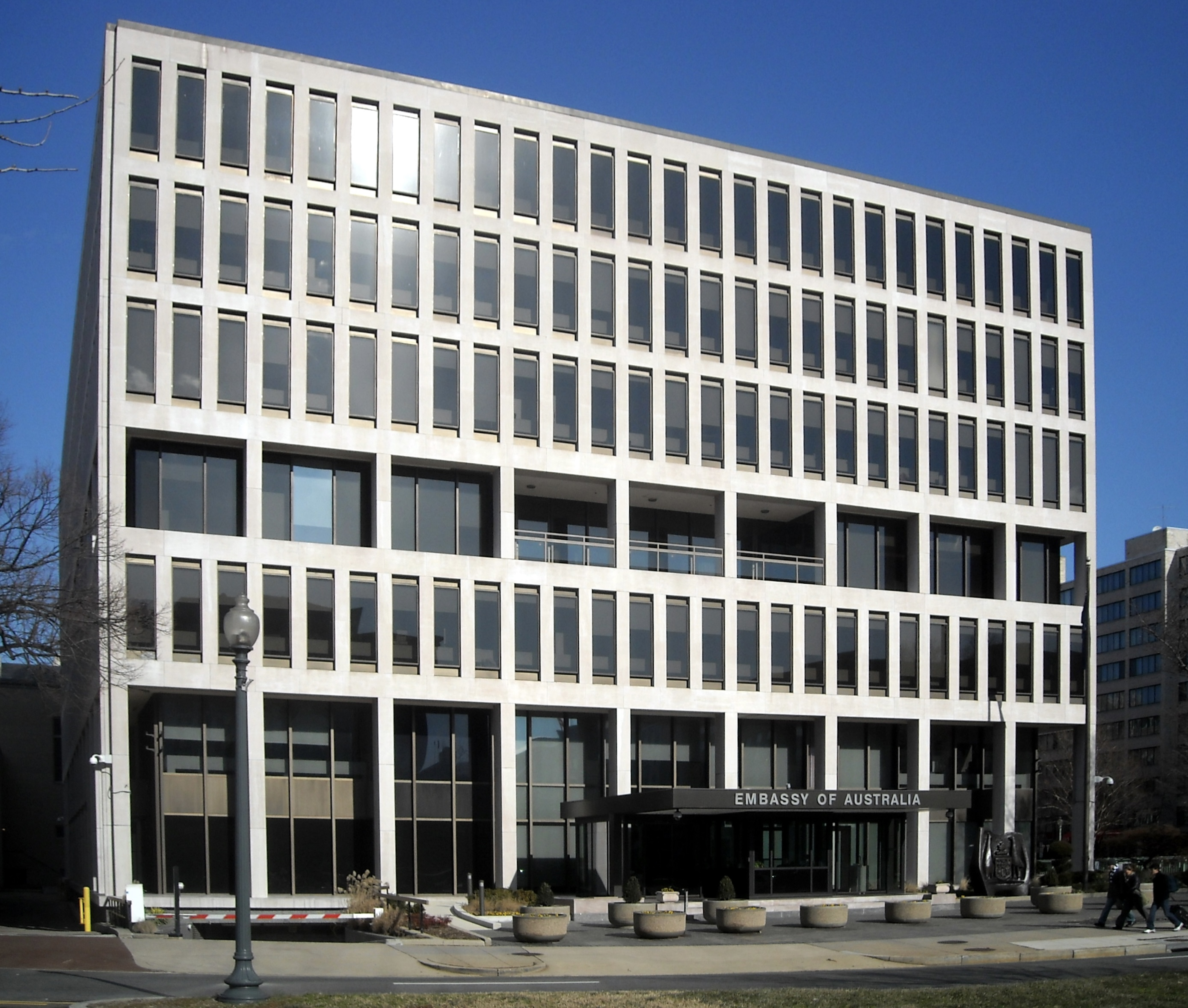
워싱턴 D.C. 주재 오스트레일리아 대사관

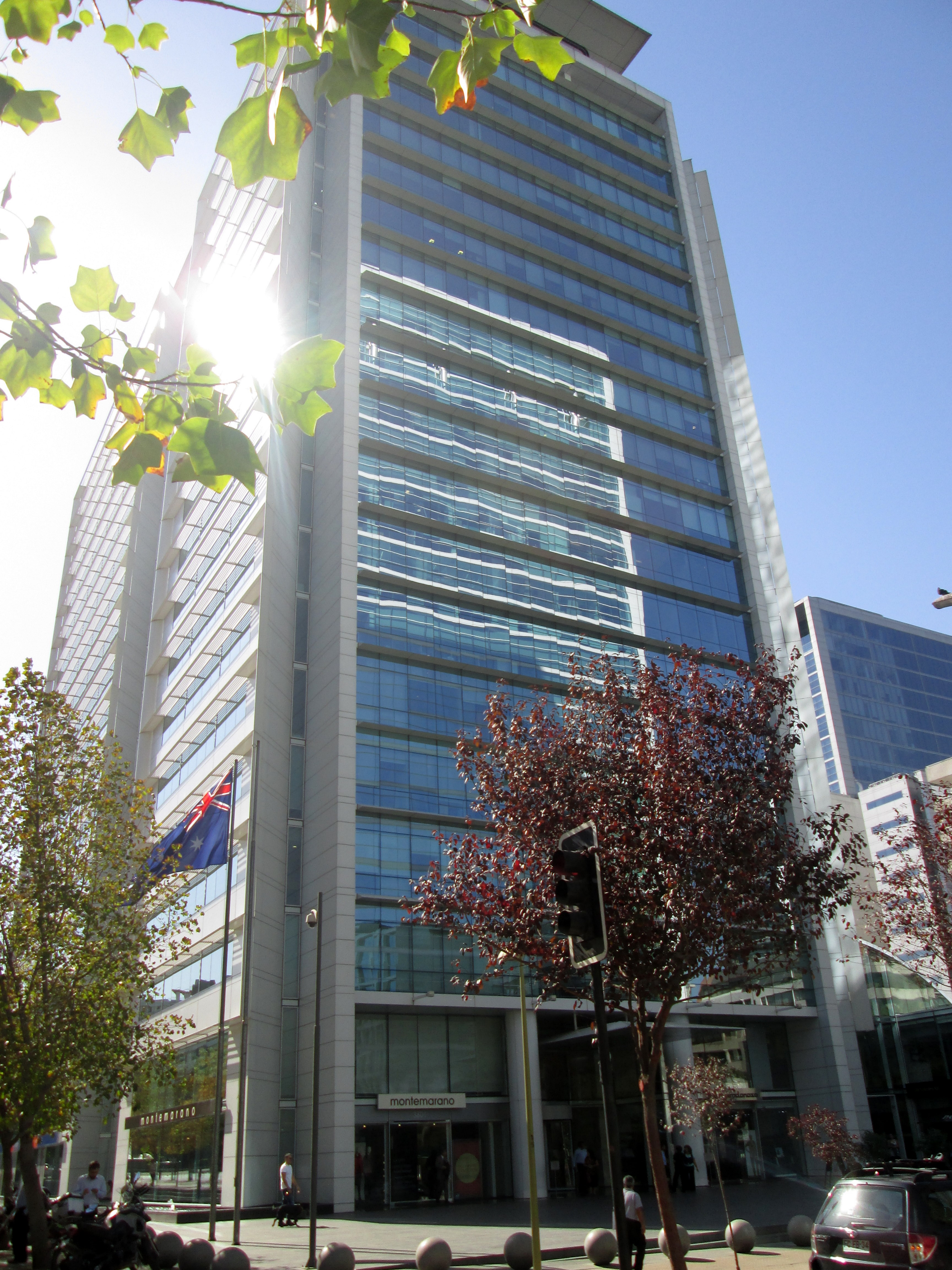
산티아고 주재 오스트레일리아 대사관

- 아르헨티나
  - 부에노스아이레스 (대사관)
- 브라질
  - 브라질리아 (대사관)
  - 상파울루 (총영사관)
- 캐나다
  - 오타와 (고등판무관 사무소)
  - 토론토 (총영사관)
  - 밴쿠버 (영사관)
- 칠레
  - 산티아고 (대사관)
- 콜롬비아
  - 보고타 (총영사관)
- 멕시코
  - 멕시코시티 (대사관)
- 페루
  - 리마 (대사관)
- 트리니다드 토바고
  - 포트오브스페인 (고등판무관 사무소)
- 미국
  - 워싱턴 D.C. (대사관)
  - 시카고 (총영사관)
  - 호놀룰루 (총영사관)
  - 휴스턴 (총영사관)
  - 로스앤젤레스 (총영사관)
  - 뉴욕 (총영사관)
  - 샌프란시스코 (총영사관)

## 아시아
- 방글라데시
  - 다카 (고등판무관 사무소)
- 브루나이

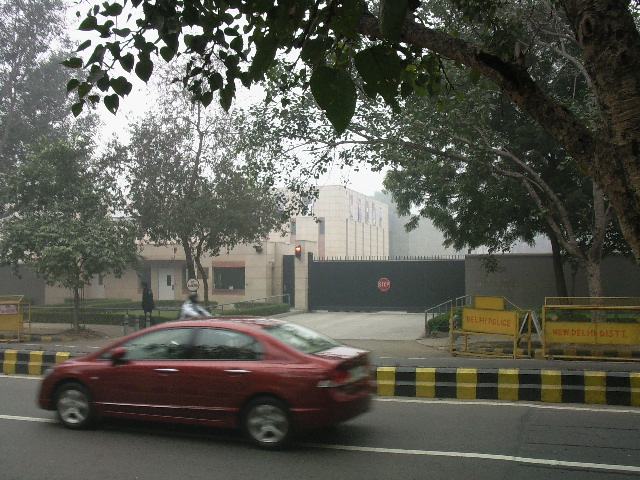
뉴델리 주재 오스트레일리아 고등판무관 사무소

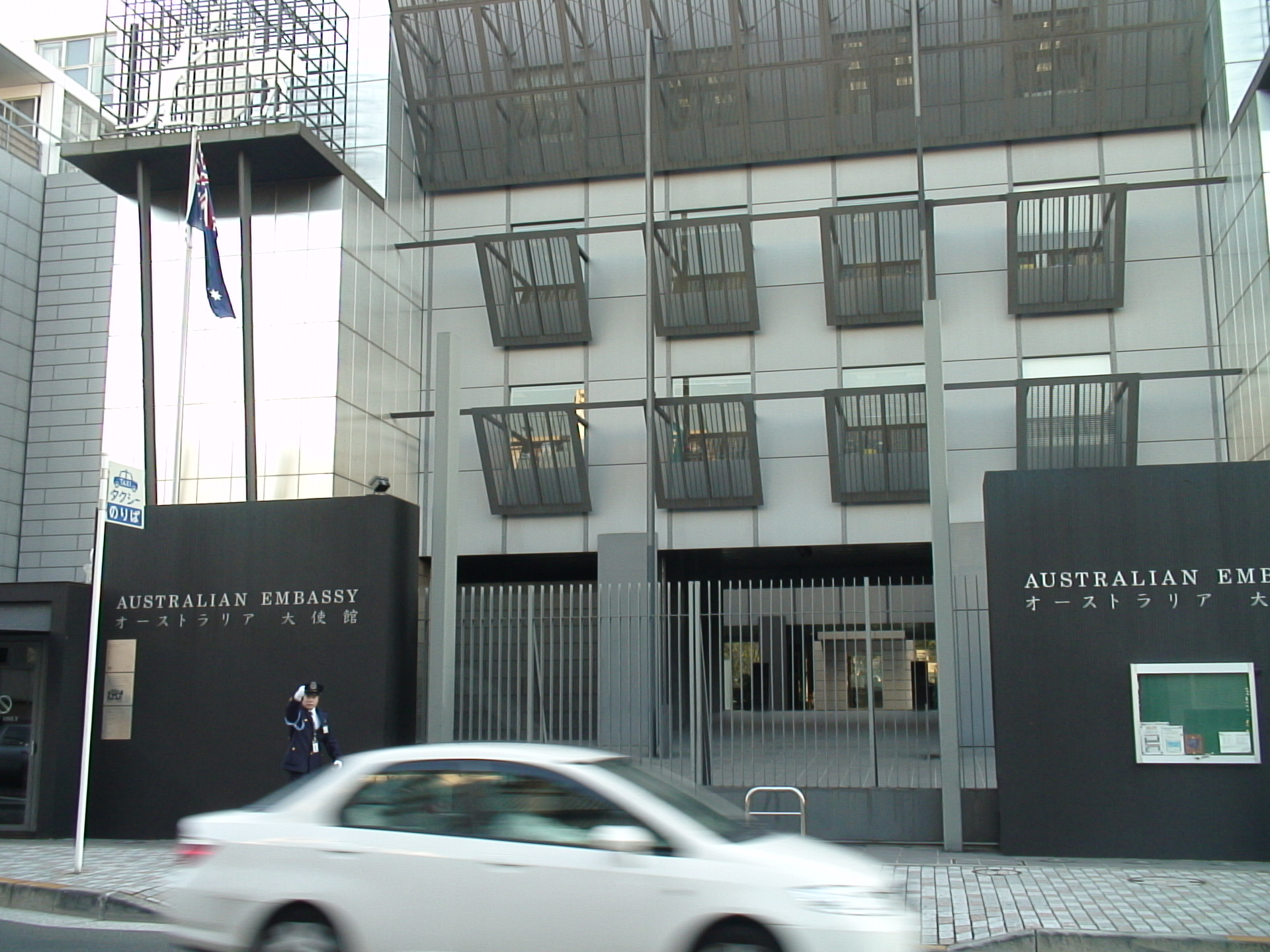
도쿄 주재 오스트레일리아 대사관

  - 반다르스리브가완 (고등판무관 사무소)
- 캄보디아
  - 프놈펜 (대사관)
- 중화인민공화국
  - 베이징시 (대사관)
  - 청두시 (총영사관)
  - 광저우시 (총영사관)
  - 홍콩 (총영사관)
  - 상하이시 (총영사관)
- 인도
  - 뉴델리 (고등판무관 사무소)
  - 첸나이 (총영사관)
  - 뭄바이 (총영사관)
- 인도네시아
  - 자카르타 (대사관)
  - 덴파사르 (총영사관)
  - 마카사르 (총영사관)
  - 수라바야 (총영사관)
- 이란
  - 테헤란 (대사관)
- 이라크
  - 바그다드 (대사관)
- 이스라엘
  - 텔아비브 (대사관)
- 일본
  - 도쿄도 (대사관)
  - 후쿠오카시 (총영사관)
  - 오사카시 (총영사관)
  - 삿포로시 (영사관)
- 요르단
  - 암만 (대사관)
- 대한민국
  - 서울특별시 (대사관)
- 쿠웨이트
  - 쿠웨이트시티 (대사관)
- 라오스
  - 비엔티안 (대사관)
- 레바논
  - 베이루트 (대사관)
- 말레이시아
  - 쿠알라룸푸르 (고등판무관 사무소)
- 몽골
  - 울란바토르 (총영사관)
- 미얀마
  - 양곤 (대사관)
- 네팔
  - 카트만두 (대사관)
- 파키스탄
  - 이슬라마바드 (고등판무관 사무소)
- 팔레스타인
  - 라말라 (대표부 사무소)
- 필리핀
  - 마닐라 (대사관)
- 사우디아라비아
  - 리야드 (대사관)
- 싱가포르
  - 싱가포르 (고등판무관 사무소)
- 스리랑카
  - 콜롬보 (고등판무관 사무소)
- 중화민국
  - 타이베이시 (오스트레일리아 무역·산업 대표부)
- 태국
  - 방콕 (대사관)
- 동티모르
  - 딜리 (대사관)
- 튀르키예
  - 앙카라 (대사관)
  - 이스탄불 (총영사관)
  - 차나칼레 (영사관)
- 아랍에미리트
  - 아부다비 (대사관)
  - 두바이 (총영사관)
- 베트남
  - 하노이 (대사관)
  - 호찌민시 (총영사관)

## 유럽

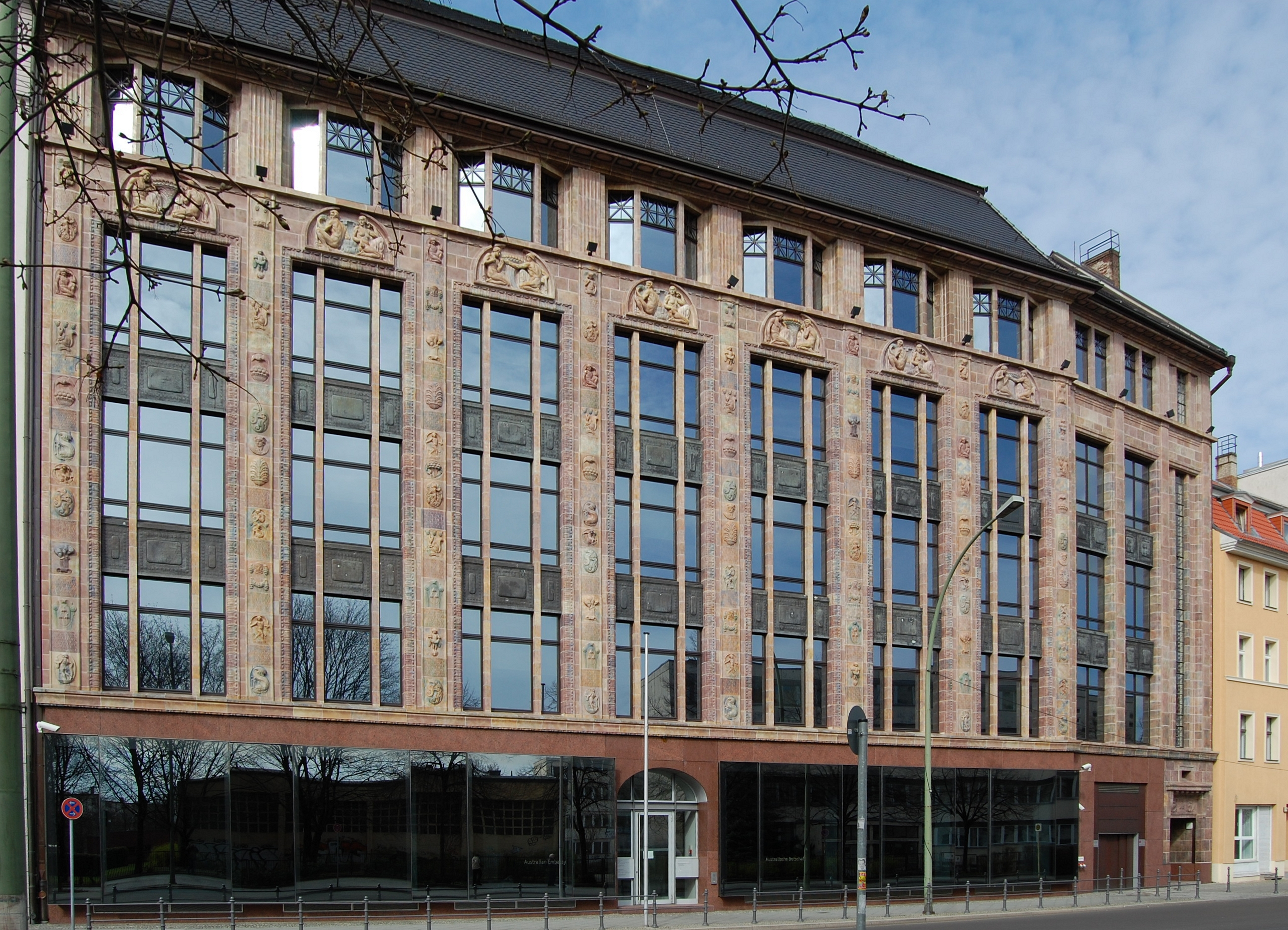
베를린 주재 오스트레일리아 대사관

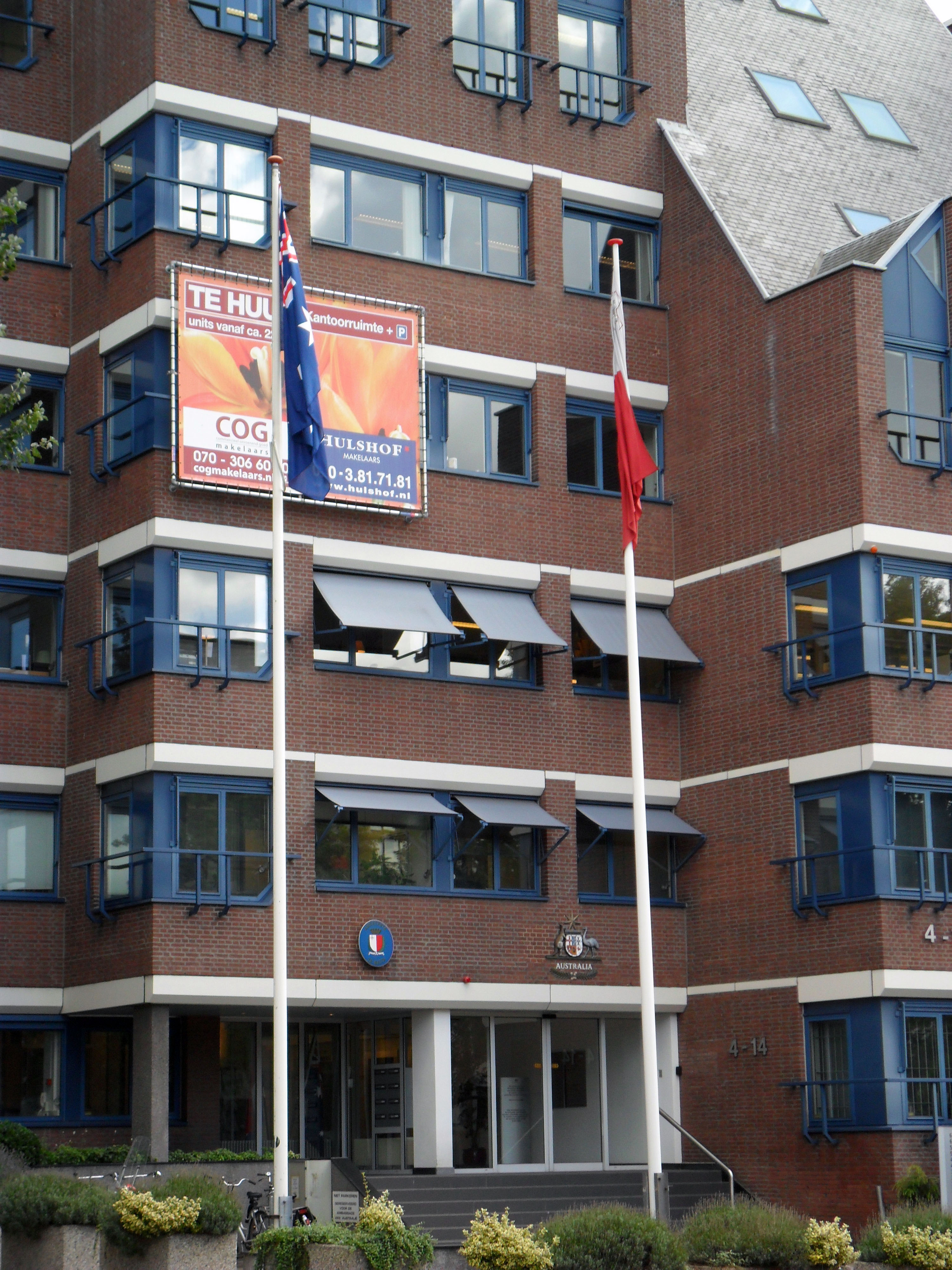
헤이그 주재 오스트레일리아 대사관

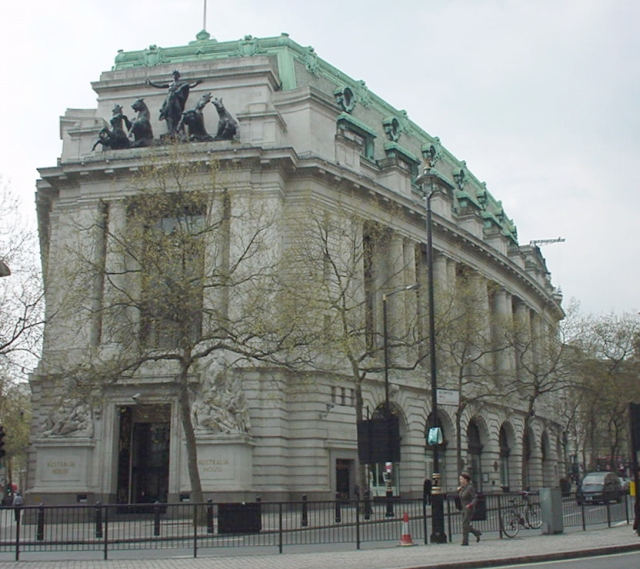
런던 주재 오스트레일리아 고등판무관 사무소

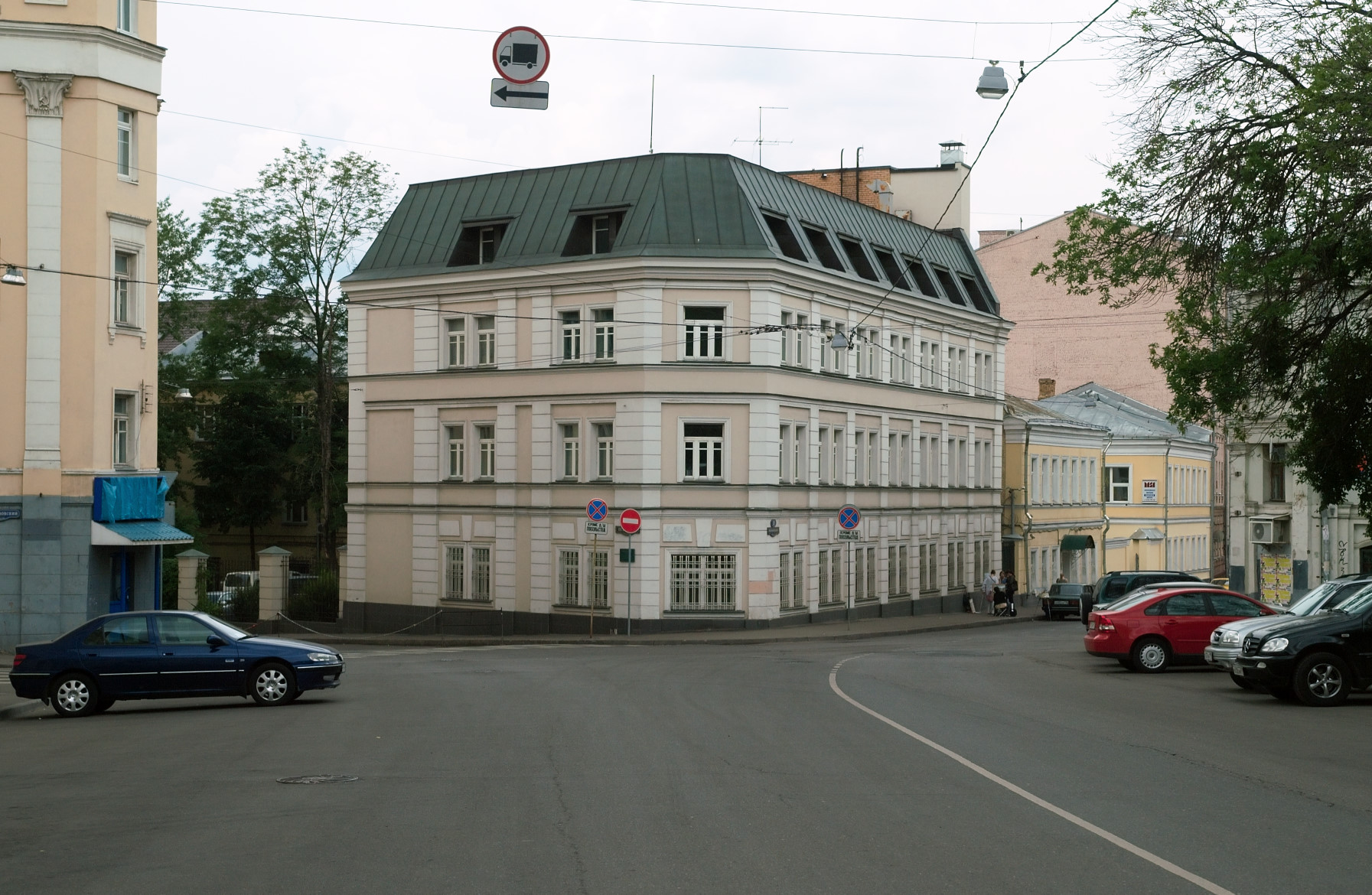
모스크바 주재 오스트레일리아 대사관

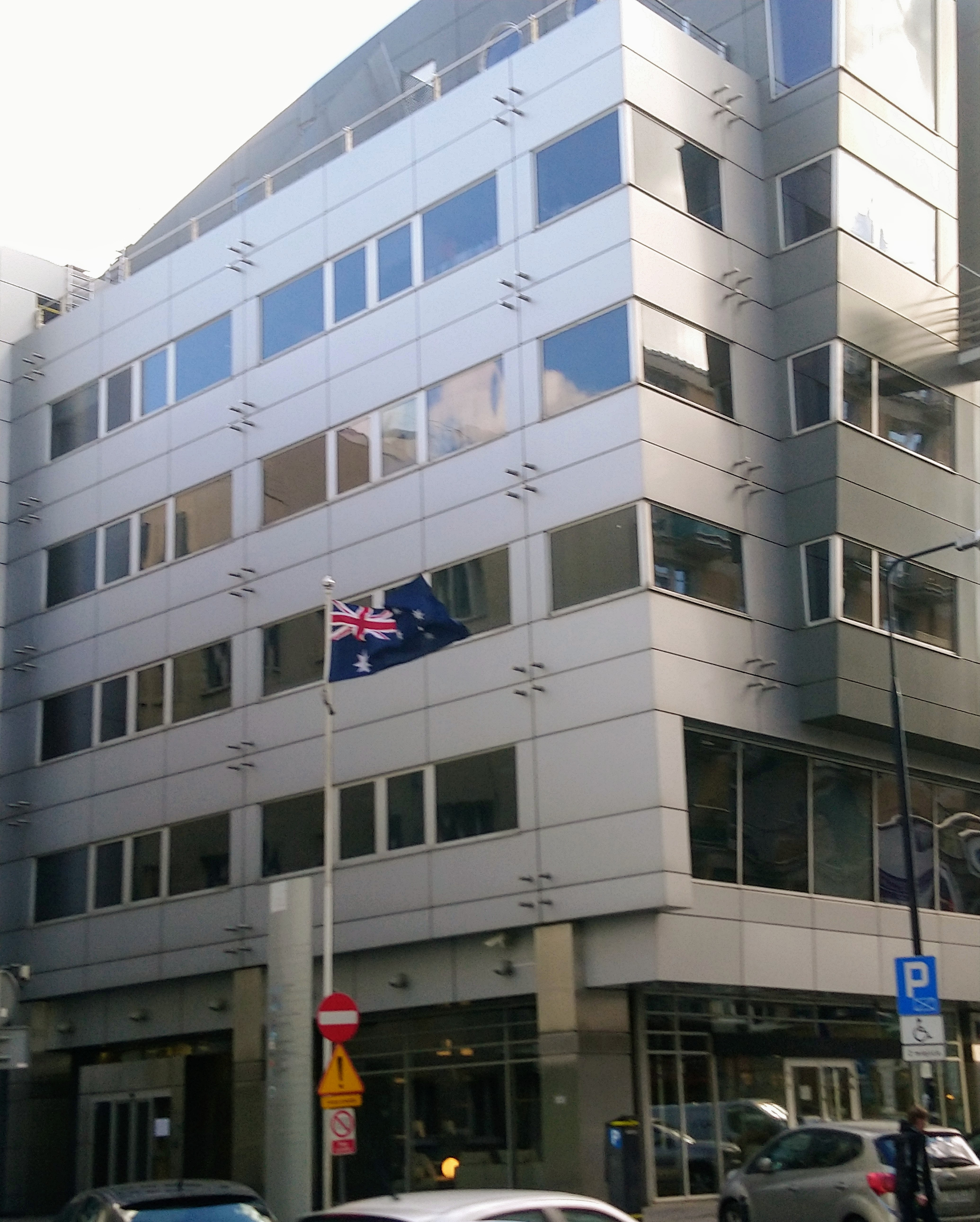
바르샤바 주재 오스트레일리아 대사관

- 오스트리아
  - 빈 (대사관)
- 벨기에
  - 브뤼셀 (대사관)
- 크로아티아
  - 자그레브 (대사관)
- 키프로스
  - 니코시아 (고등판무관 사무소)
- 체코
  - 프라하 (영사관)
- 덴마크
  - 코펜하겐 (대사관)
- 프랑스
  - 파리 (대사관)
  - 누메아 (총영사관)
- 독일
  - 베를린 (대사관)
  - 프랑크푸르트암마인 (총영사관)
- 그리스
  - 아테네 (대사관)
- 바티칸 시국
  - 바티칸 시국 (대사관)
- 아일랜드
  - 더블린 (대사관)
- 이탈리아
  - 로마 (대사관)
  - 밀라노 (총영사관)
- 몰타
  - 발레타 (총영사관)
- 네덜란드
  - 헤이그 (대사관)
- 폴란드
  - 바르샤바 (대사관)
- 포르투갈
  - 리스본 (대사관)
- 러시아
  - 모스크바 (대사관)
- 세르비아
  - 베오그라드 (대사관)
- 스페인
  - 마드리드 (대사관)
- 스웨덴
  - 스톡홀름 (대사관)
- 스위스
  - 제네바 (총영사관)
- 우크라이나
  - 키예프 (대사관)
- 영국
  - 런던 (고등판무관 사무소)

## 오세아니아

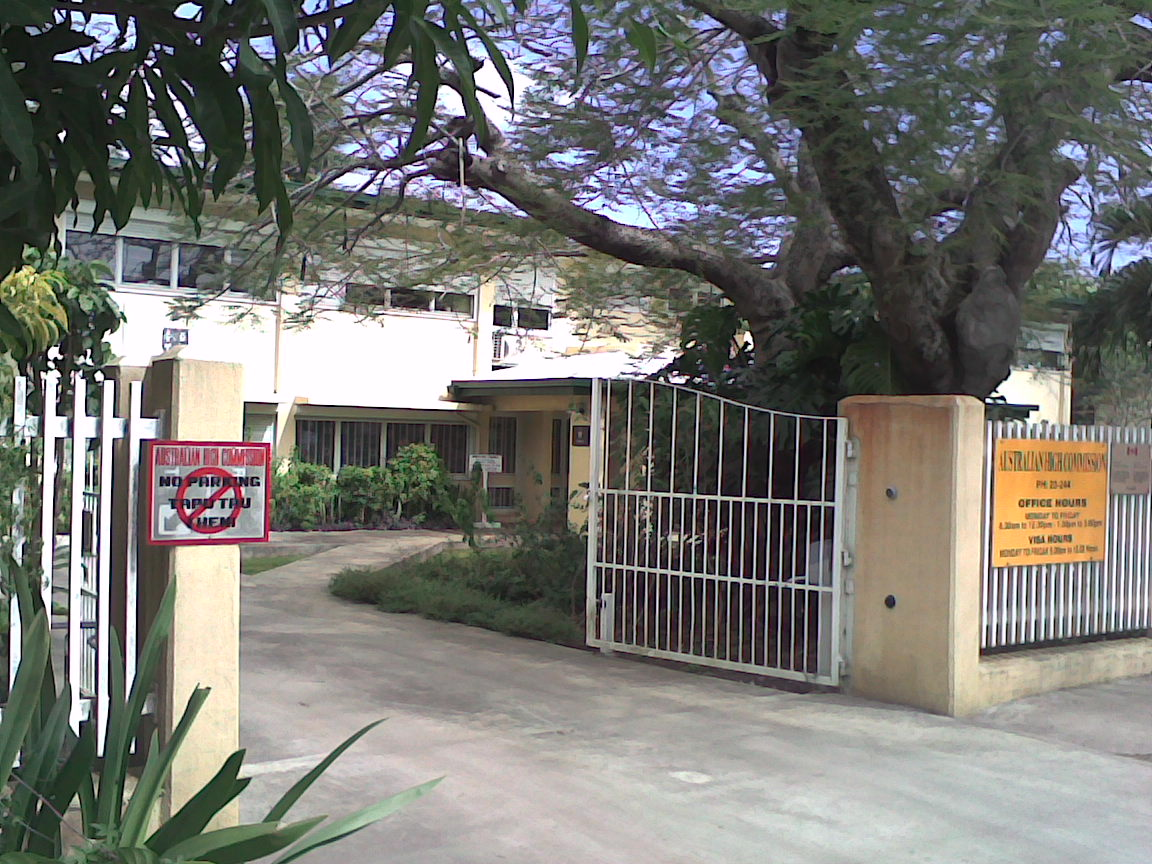
누쿠알로파 주재 오스트레일리아 고등판무관 사무소

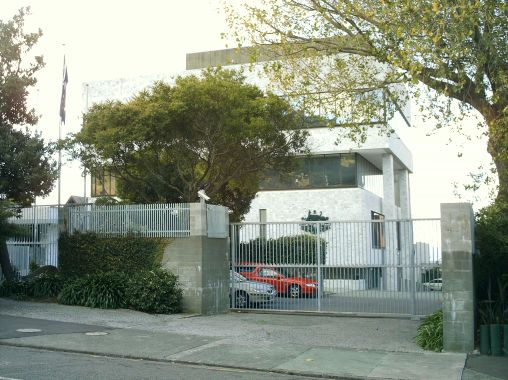
웰링턴 주재 오스트레일리아 고등판무관 사무소

- 미크로네시아 연방
  - 폰페이섬 (대사관)
- 피지
  - 수바 (고등판무관 사무소)
- 키리바시
  - 사우스타라와 (고등판무관 사무소)
- 나우루
  - 아이워 구 (고등판무관 사무소)
- 뉴질랜드
  - 웰링턴 (고등판무관 사무소)
  - 오클랜드 (총영사관)
- 파푸아뉴기니
  - 포트모르즈비 (고등판무관 사무소)
- 사모아
  - 아피아 (고등판무관 사무소)
- 솔로몬 제도
  - 호니아라 (고등판무관 사무소)
- 통가
  - 누쿠알로파 (고등판무관 사무소)
- 바누아투
  - 포트빌라 (고등판무관 사무소)

## 대표부
- EU 오스트레일리아 정부 대표부 : 브뤼셀
- UN 오스트레일리아 정부 대표부 : 제네바, 뉴욕, 빈
- UNESCO 오스트레일리아 정부 대표부 : 파리

## 같이 보기
- 오스트레일리아의 대외 관계